# 5-100プロジェクト
5-100プロジェクト（ご・ひゃくプロジェクト、ロシア語: Проект 5-100、英語: Project 5-100）はロシア連邦の大学の質を上げるようにロシア連邦政府が2010年代に始めたプロジェクトである。

## 名称
ロシアの5つの大学を世界的な大学の評価、すなわちQS世界大学ランキング、THE世界大学ランキング、世界大学学術ランキングで、100番以内に収めるようにするという掛け声で始まったので、この名称がある。

## 概要
5-100プロジェクトは、2012年5月のウラジーミル・プーチンの大統領令で始まり、同年10月にロシア教育・科学省が始めたロシアの大学の質を上げるために、いくつかの大学を審査・選択して、特別な予算措置を与えるというプロジェクトである。これまで二次に渡る審査が行われた。

## 参加校
5-100プロジェクトの参加校は、2013年5月の審査で54校が応募して36校が審査されて15校 、2015年10月の審査で6校が審査を通り、現在合計21校である。、
審査委員会は国際的で、オリガ・ゴロジェツ副首相の下に10人の委員が参加して、ロシア内からロシア貯蓄銀行総裁ゲルマン・グレフら4名、海外からボストンカレッジ国際高等教育センター創立者・所長フィリップ・アルトバックら6名であった。

## 批判
ロシアの大学の世界的地位はその後少し上がったともいわれるが、前途は容易でないことが窺える
。

## 参照項目
- ロシア教育・科学省
- 連邦大学 (ロシア)